# Кільмезький район
Кільме́зький район (рос. Кильме́зский район, тат. Көлмез районы лукомар. Кӱльмӱж кундем, удм. Кильмезь район) - район на південному сході Кіровської області Росії.
Адміністративний центр — селище міського типу Кільмезь.

## Географія
Площа району — 3130 км². Основні річки — Кільмезь, Кульма, Лобань, Салья.

## Населення
Населення — 10 644 осіб (2020 рік).
Урбанізація
За попередніми даними перепису 2010 року міського населення — 5,9 тис. осіб, сільського — 7,1 тис. осіб з 13 тис. чоловік.
Національний склад
- Росіяни — 71,8 %,
- Татари — 15,3 %,
- Марійці — 8,2 %,
- Удмурти — 2,2 %,
- Інші — 2,4 %.